# Ursus americanus amblyceps
Ursus americanus amblyceps (Oso negro de Nuevo México) es una subespecie de  mamíferos carnívoros  de la familia Ursidae.

## Distribución geográfica
Se encuentra en Colorado, Nuevo México, Texas, la mitad oriental de Arizona, el norte de México y el sureste de Utah.